# Bel-Ibni
Bel-ibni was van 703-700 v.Chr. (vazal)koning van Babylonie.
Bel-ibni werd volgens Kroniek 1 van de serie van Neo-Babylonische kronieken door Sennacherib op de Babylonische troon gezet nadat de Assyrische koning het land geplunderd had. Drie jaar later keerde de Assyrische koning weer naar Akkad terug voor nog meer plunderingen en voerde Bel-ibni en zijn ministers af naar Assyrië.
In 703 werd Sennacherib, de koning van het machtige Assyrische buurland, geconfronteerd met twee staatsgrepen in Babylon. In die tijd was dit een land verdeeld tussen inheemse Babyloniërs, Arameeërs en de Chaldese stammen van het zuiden. De eerste staatsgreep bracht Marduk-Zakir-shumi I op de troon, een inheemse Babyloniër. Die werd echter binnen een paar weken verdreven door de Chaldeeër Merodach-baladan II, iemand die een brede anti-Assyische coalitie had weten te smeden en eerder de troon bekleed had. Sennacherib viel het land binnen en Merodach-baladan II vluchtte naar het Zeeland in het zuiden. Sennacherib zette vervolgens Bel-ibni op de troon, een Babyloniër die aan het Assyrische hof was opgegroeid. Over zijn korte regering zelf is bitter weinig bekend. 
Onderwijl bleef Merodach-baladan stoken tegen de Assyriërs. Dat hield onder andere boodschappen aan Hezekiah in Jeruzalem in, die resulteerden in Sennacheribs aanval op Jeruzalem in 701, zoals deze ook in de Bijbel vereeuwigd is. Het jaar daarop viel de Assyrische koning ook opnieuw Babylon aan. Bel-ibni werd vervangen door Sennacheribs eigen zoon. Of dit straf voor Bel-ibni's verraad was of gewoon omdat hij niet voldeed, is niet duidelijk.

## De naam
Bel-Ibni is de naam van een gewone burger en dat was erg ongebruikelijk voor een koning. Koningsnamen werden zorgvuldig geconstrueerd en fungeerden als een stukje politieke propaganda. Het was ook gewone burgers verboden een koningsnaam aan te nemen.
Het feit dat hij zijn naam Bel-Ibni met vele anderen deelt, maakt het niet eenvoudiger te bepalen of iets van zijn hand is.